# Alina Eremia
Alina Eremia (née le  15 décembre 1993 à Buftea) est une actrice et chanteuse roumaine. Elle fut la représentante de la Roumanie au Concours Eurovision de la chanson junior 2005 avec la chanson Turai.

## Carrière
Elle est étudiante au Colegiului Național George Coșbuc, en philologie, bilingue anglais. En 2013, elle est admise à l'Université nationale d'art théâtral et cinématographique Ion Luca Caragiale.
Elle débute dans la musique à 5 ans, après que ses parents remarquent son talent. Le premier concours auquel elle participe est Abracadabra en 1997, où elle remporta le troisième prix. Après été élue lors d'une émission par un jury et un télévote, elle est la représentante de la Roumanie au Concours Eurovision de la chanson junior 2005 avec la chanson Turai qui finit cinquième des seize participants.
Elle devient actrice de doublage pour des films Disney pour les chansons de Pocahontas sorti en 2008 et Pocahontas 2 en 2009.
En février 2011, suivant les conseils de sa mère, elle participe à une audition organisée par MediaPro Pictures, à l'issue duquel elle obtient le rôle de Ioana Anghel dans la série  pour adolescents Pariu cu viața. À la suite de la même audition, elle rejoint également le Lala Band, le groupe pop rock lié à la série, qui fait ensuite cinq albums studio, quatre tournées nationales, jusqu'à sa séparation en 2015.
Elle commence sa carrière solo avec la chanson With or without you, une collaboration avec Mister Z, en 2012. Contrairement aux attentes, la chanson ne séduit pas. Tu esti vara mea, composé par Adrian Sînă, est diffusé tout l'été 2013 en continu sur les radios roumaines importantes et est un succès. Suivent În drete ta avec Vescan et Cum se face, des singles qui connaissent un succès dépassant largement Tu esti vara mea, le fruit de la collaboration avec Scandalos Music/MusicExpertCompany. En 2014, elle participe à l'édition roumaine de Dancing with the Stars. Avec la sortie du single Out of my mind en collaboration avec l'américain Novaspace, Alina Eremia annonce la sortie de son premier album, intitulé 360 en 2017.
En 2019, Eremia entame une collaboration avec le label Global Records. En 2021, sort son deuxième album Déjà Vu.

## Discographie
Albums
- 2017 : 360
- 2021 : Déjà Vu

EPs
- 2021 : Show Must Go On (Live)
- 2023 : Metamorphosis
- 2023 : Oh, No!